# Masudija
Masudija (hebrejsky: מסעודיה) je arabská čtvrť v centrální části Jeruzaléma v Izraeli, ležící ve Východním Jeruzalému, tedy v části města, která byla okupována Izraelem v roce 1967 a začleněna do hranic města.

## Geografie
Leží v nadmořské výšce přes 750 metrů, na dotyku se severním okrajem Starého Města na předpolí Damašské brány. Na východě s ní sousedí arabská čtvrť Bab az-Zahra. Leží na Zelené linii, která do roku 1967 rozdělovala Jeruzalém. V trase bývalé Zelené linie nyní probíhá dálnice číslo 60 (Sderot Chejim ha-Handasa). V roce 2011 byla podél ní dobudována tramvajová trať. Západně od ní pak leží židovské čtvrti Musrara, Me'a Še'arim a Bejt Jisra'el. Nachází se na ploché vyvýšenině přiléhající k Starému Městu.

## Dějiny
Jižně odtud, na místě dnešní ulice Rechov ha-Nevi'im a parkoviště před Damašskou bránou, stávala od roku 1890 židovská čtvrť Batej Nisan Bak (בתי ניסן ב"ק). Při nepokojích v Palestině roku 1929 zde bylo zabito 19 Židů. Židé se pak odtud většinou vystěhovali, zbytek Židů odešel v důsledku první arabsko-izraelské války. Po roce 1967 byla oblast opětovně osídlena zčásti Židy.